# Марія Ізабелла Португальська
Марія Ізабелла Португальська (ім'я при народженні Марія Ізабелла де Браганса і Бурбон, 19 травня 1797, палац Келуш, Лісабон — 26 січня 1818, Королівський палац в Аранхуес, Мадрид) — інфанта Португалії, пізніше, ставши другою дружиною короля Фердинанда VII, королева Іспанії.

## Біографія
Марія Ізабелла була третьою дитиною португальського короля Жуана VI і його дружини Карлоти Жоакини Іспанської. Її молодшим братом був імператор Бразилії Педру I.
Інфанта вийшла заміж за свого дядька (брата її матері), короля Іспанії Фердинанда VII 29 вересня 1816 року, чия перша дружина померла десять років тому бездітною. Шлюб був покликаний зміцнити зв'язок Іспанії та Португалії. З цією ж метою молодший брат Фердинанда VII Карлос одружився з іншою португальською принцесою Марією Франческою де Браганса, сестрою Марії Ізабелли.
Королева Марія Ізабелла мала любов до образотворчих мистецтв і зробила дуже багато для того, щоб зібрати воєдино розрізнені колекції королівської сім'ї і відкрити повноцінний музей. Її дітище, музей Прадо, відкрився в 1819 році, через рік після її смерті.
21 серпня 1817 року Марія Ізабелла народила дочку, інфанту Марію Ізабеллу, яка померла через кілька місяців після народження. Рік по тому під час чергових, вкрай важких, пологів, лікарі прийшли до висновку, що дитина, яка все ще знаходиться в утробі матері, померла. Змучена довгими пологами королева перестала дихати, що дало підстави вважати її мертвою. Доктора почали операцію кесаревого розтину, щоб витягти плід. Раптово королева прийшла до тями і закричала від жахливого болю і тут же впала в забуття, на цей раз назавжди.
Марія Ізабелла померла через лікарську помилку 26 грудня 1818 року, залишивши чоловіка без спадкоємця.